# Падилья, Майк
Майк Падилья (англ. Mike Padilla) — американский государственный и политический деятель. С января 2022 года работает мэром Топики, штат Канзас. Ранее в течение 33 лет работал членом полицейского департамента Топики и один срок проработал в городском совете Топики.

## Биография
Является американцем мексиканского происхождения во втором поколении. Окончил среднюю школу Хайдена и Университет Уошберна. Работал в компании Adams Business Forms, но оставил эту работу в 1970 году, чтобы стать офицером полиции в полицейском департаменте Топики.
В 2000 году был в звании капитана полиции и баллотировался на должность шерифа округа Шони от Демократической партии. Выиграл на праймериз Демократической партии в августе 2000 года, но проиграл ноябрьские всеобщие выборы действующему шерифу, республиканцу Ричарду Барте. В 2003 году ушел из полицейского департамента Топики в звании майора.
В 2017 году был избран в городской совет Топики от округа № 5. В январе 2021 года члены городского совета Топики избрали его заместителем мэра. После того, как мэр Мишель де ла Исла решила не баллотироваться на переизбрание в 2021 году, Майк Падилья выдвинул свою кандидатуру на пост мэра. 2 ноября 2021 году одержал победу над Лео Канджани, набрав 60,9 % голосов (9 209 голосов против 5 862 голосов). 4 января 2022 года был приведен к присяге в должности мэра.